# Hermonassa cuprina
Hermonassa cuprina là một loài bướm đêm trong họ Noctuidae.